# 푸르빌의 해변
푸르빌의 해변(프랑스어: La plage à Pourville, soleiluchant)은 프랑스의 인상파 화가 클로드 모네의 1882년 그림이다.
프랑스 북부 휴양지 푸르빌 (현 오토쉬르메르)의 해안가 풍경을 그렸으며, 1906년 폴란드 포즈난 국립박물관에서 구입하여 현재까지 소장되어 있다.

## 도난 사건
2000년 9월 포즈난 국립박물관에서 도난당하는 사건이 있었다. 발견 당시 액자에서 잘라내어 골판지의 복사본으로 교체된 상태였다. 그림의 가격은 100만 달러를 넘는 것으로 추산되었으며, 폴란드에 소재한 모네의 작품 가운데 유일하게 대중에 공개된 그림이기도 했다. 사건 발생 후 9월 19일에 도난 사실이 알려졌으며, 폴란드 경찰은 이틀 전 한 남성이 박물관에서 그림 스케치를 그리는 모습이 목격되었다는 증언을 확보하였다.
이후 수년간 수사가 이어지다 2010년 1월 12일에 회수되었다. 폴란드 남부의 도시 올쿠시 (Olkusz)에서 41세 남성을 용의자로 체포하였다. 폴란드 경찰은 강도 사건 당시 사본을 그린 화가로 지목하였으며, 도난 현장에 남겨진 지문과 기타 증거를 통해 용의자 추적에 성공하였다.

## 같이 보기
- 클로드 모네의 작품 목록